# 農業公園
農業公園（のうぎょうこうえん）とは、農業パークとも呼ばれ、自然とのふれあい、園芸、造園、農業への理解と環境・食の教育（食育）を目的としたレクレーションの場として、農林水産省の主導により全国各地に整備される施設である。

## 概要
農林水産省の規定によると「農業振興を図る交流拠点として、生産・普及・展示機能、農業体験機能、レジャー・レクリエーション機能等を有し、農業への理解の増進や人材の確保育成を図るための公園をいう。なお、国や地方自治体のほか、民間、第３セクター等が管理・運営しているものを含む」とある。
農業を主体としたテーマパークともいえる。ただし、お役所推奨の型にはまったスタイル、ドイツやデンマークなどの農村風景を箱庭ふうに模しただけというような、モデルのワンパターン化に対する批判も少なくない。いっぽう、このような開発型の農業公園とは異なるアプローチで、自然をできるだけ保全しながら人の側からその中に入っていくという趣旨の自然体験施設も展開されつつある。
いずれにせよ、自然と都市との相反する環境の違いを結びつける空間として、地域・風土の特性を考慮しながら、設置者・運営者・利用者ともどもにおいて、さらに魅力のある施設として整備されることが望まれる。

## 日本各地の農業公園
北海道・東北
- 旭ケ丘農業公園（北海道上川郡上川町）
- 愛宕山農業公園（宮城県加美郡色麻町）
- 三春の里農業公園（福島県田村郡三春町）

関東
- こもれび森のイバライド（旧ポティロンの森）（茨城県稲敷市）
- ろまんちっく村（栃木県宇都宮市）
- 埼玉県農林公園（埼玉県深谷市）
- むさしの村（埼玉県加須市）
- 大宮花の丘農林公苑（埼玉県さいたま市）
- あけぼの山農業公園（千葉県柏市）
- 都市農業公園（東京都足立区）

中部
- 新潟市中之口農業体験公園（新潟県新潟市西蒲区）
- 東山ふれあい農業公園（新潟県長岡市）
- チロルの森（長野県塩尻市）
- 安城産業文化公園デンパーク（愛知県安城市）
- サンテパルクたはら（愛知県田原市）

近畿
- ブルーメの丘（滋賀県蒲生郡日野町）
- 松阪農業公園ベルファーム（三重県松阪市）
- 伊賀の里モクモク手づくりファーム（三重県伊賀市）
- 五桂池ふるさと村（三重県多気郡多気町）
- 卑弥呼の庄
- 丹後あじわいの郷ゆーらぴあ（京都府京丹後市）
- 舞鶴ふるるファーム（京都府舞鶴市）
- 亀岡市農業公園（京都府亀岡市） 堆肥化施設「亀岡市土づくりセンター」と隣接し、周囲の農業地と一体化している。
- 堺・緑のミュージアム ハーベストの丘（大阪府堺市南区）
- 富田林市農業公園（サバーファーム）（大阪府富田林市） - 2024年4月より休園中
- 泉南市農業公園（花咲きファーム）（大阪府泉南市）
- 神戸市立農業公園「神戸ワイン城」（兵庫県神戸市西区）　ワイナリーとして特化
- 神戸市立フルーツ・フラワーパーク（兵庫県神戸市北区）
- 尼崎市農業公園（兵庫県尼崎市）
- 神崎農村公園ヨーデルの森（兵庫県神河町）　アルパカなど60種150頭の動物たちと触れあえる
- 淡路ファームパーク・イングランドの丘（兵庫県南あわじ市）
- 農業公園信貴山のどか村（奈良県三郷町）

中国・四国
- おかやまフォレストパーク ドイツの森（岡山県赤磐市）
- ひるぜんジャージーランド（岡山県真庭市）
- おかやまファーマーズ･マーケットノースヴィレッジ（岡山県勝央町）
- 岡山市サウスヴィレッジ（岡山県岡山市南区）
- 向島洋らんセンター（広島県尾道市）
- 石鎚芸術村チロルの森（休止中）
- 市倉ファーム（休止中）
- 野村農業公園ほわいとファーム
- 下松市農業公園（山口県下松市）
- 下関市豊田農業公園 みのりの丘（山口県下関市）

九州・沖縄
- カントリーパーク（熊本県合志市）
- 大分農業文化公園（るるパーク）（大分県宇佐市・杵築市）
- 日田市天瀬農業公園（ローズヒルあまがせ）（大分県日田市）
- 農園ガーデン空（鹿児島県阿久根市）